# 瓦尔戈日
瓦尔戈日（法語：Valgorge，法語發音：[valɡɔʁʒ]）是法国阿尔代什省的一个市镇，属于拉让蒂耶尔区。

## 地理
瓦尔戈日（44°35'14"N, 4°7'44"E）面积26.36 平方千米，位于法国奥弗涅-罗讷-阿尔卑斯大区阿尔代什省，该省份为法国东南部内陆省份，北起顺时针与卢瓦尔省、伊泽尔省、德龙省、沃克吕兹省、加尔省、洛泽尔省和上盧瓦爾省接壤。
与瓦尔戈日接壤的市镇（或旧市镇、城区）包括：博蒙、博尔讷、栋纳克、拉布勒、卢巴雷斯、拉苏什。

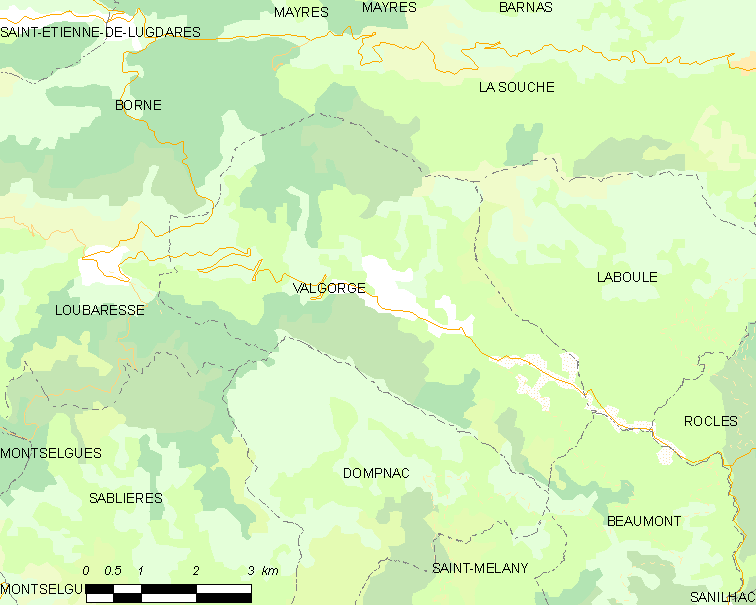
瓦尔戈日的OSM定位图

瓦尔戈日的时区为UTC+01:00、UTC+02:00（夏令时）。

## 行政
瓦尔戈日的邮政编码为07110，INSEE市镇编码为07329。

## 政治
瓦尔戈日所属的省级选区为阿尔代什塞文县。

## 人口

1962-2008年间瓦尔戈日人口变化图示

瓦尔戈日于2022年1月1日时的人口数量为415人。